# 國家租車
國家租車（National Car Rental）為美國一家經營汽車租賃的跨國集團，營業據點遍布美國、加拿大、墨西哥、加勒比地區、拉丁美洲及亞洲。2007年8月1日企業控股購入擁有國家租車與阿拉莫租車等二家子公司的先鋒租車公司，從此之後由企業租車、阿拉莫租車和國家租車三家形成一個僅次於赫茲租車及安飛士·百捷集團的汽車租賃集團。
母公司企業控股公司曾在2010年被《富比世雜誌》評選為「全美前五百大私人企業」，排名第17名。

## 沿革與概要

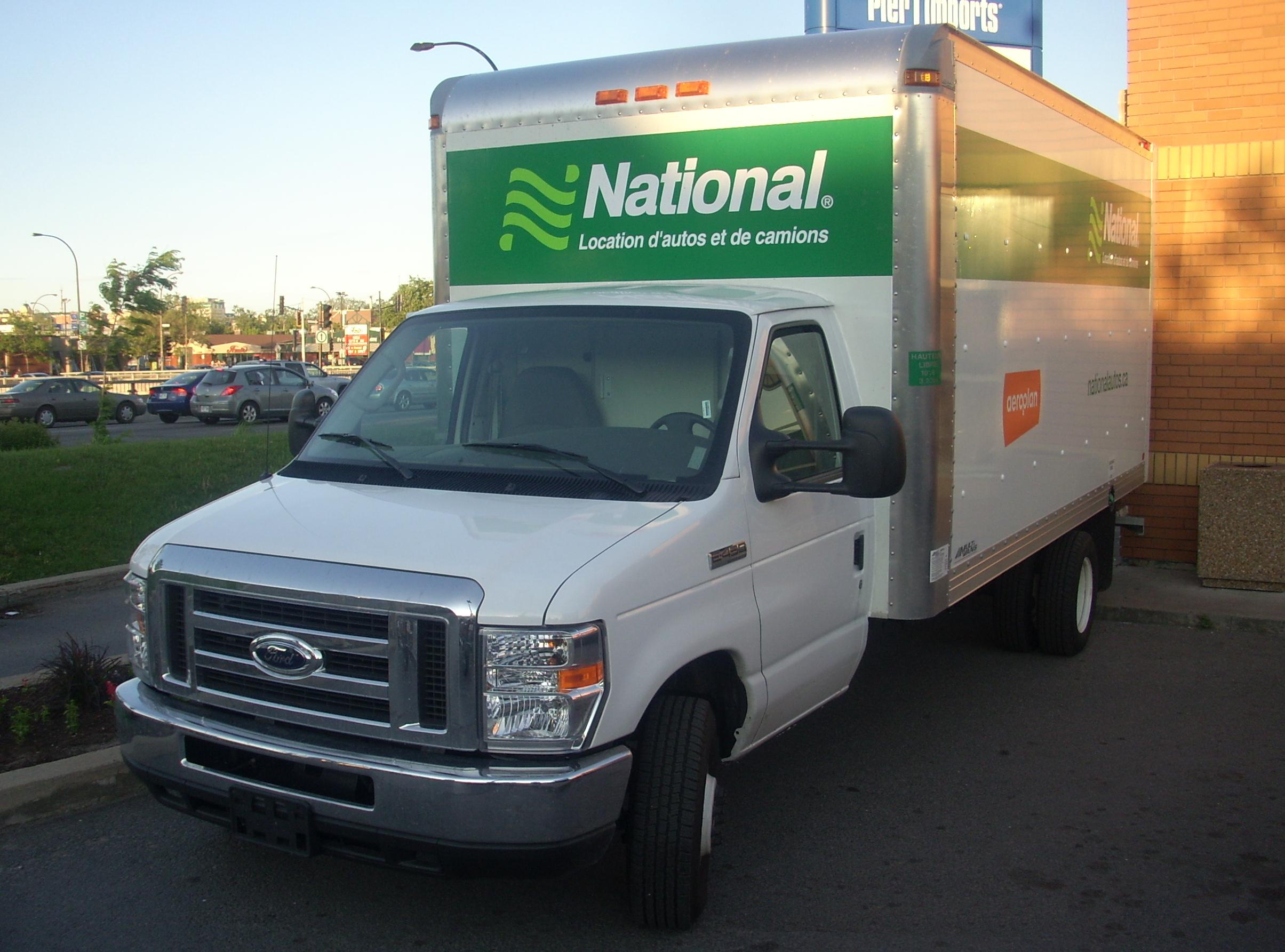
一輛屬於國家租車的福特E-450卡車

1947年8月27日由24家獨立租車公司共同組成國家租車，共有800部車輛、60個據點。他們只是一種同業合作結盟的形式，直到1959年才正式登記註冊為公司。1954年國家租車首開美國汽車租賃業的先例，推出「甲地租、乙地還」的服務。1966年該公司領先同業，開始使用電腦處理車輛預約。
1987年該公司推出名為「翡翠俱樂部」（Emerald Club）的常客優惠計畫，亦為業界首創。1996年6月該公司花費1.15億美元買下加拿大商提登租車公司，但好景不長，翌年該公司被美國汽車零售商龍頭「汽車之國」買下，並於1999年10月納入新成立的「ANC租賃公司」旗下；後者擁有的子公司尚包括阿拉莫租車及卡天普公司（CarTemps，現已結束營業）。可惜2001年11月13日ANC租賃公司宣布申請第11章破產保護，且在2003年變更公司名稱成先鋒租車。
2007年3月企業租車之母公司企業控股有限公司同意買入先鋒租車主要股東博龍資產管理有限公司之持股，故同年8月1日該公司遂與企業租車形成一個專營汽車租賃的集團，在美國的規模僅次於赫茲租車與安飛士·百捷集團。

## 內部連結
- 企業租車
- 先鋒租車
- 阿拉莫租車

## 外部連結
- （英文）官方網站（页面存档备份，存于）